# San Gioacchino ai Prati di Castello (titre cardinalice)
Le titre cardinalice de San Gioacchino ai Prati di Castello est érigé par le pape Jean XXIII le 12 mars 1960 avec la constitution apostolique Ad Romanorum Pontificum. Il est rattaché à l'église San Gioacchino in Prati qui se trouve dans le rione de Prati au nord-ouest de Rome.

## Titulaires
| - Bernard Jan Alfrink (1960-1987) - Michele Giordano (1988-2010) - Leopoldo José Brenes Solórzano depuis 2014 |